# Connie Paraskevin
Connie Paraskevin (Detroit, Michigan, 4 de juliol de 1961) és una esportista nord-americana que va destacar en el patinatge de velocitat sobre gel i en ciclisme.
En el patinatge va obtenir dues medalles als Campionats del món i va participar en els Jocs Olímpics de Sarajevo a la prova de 500 metres.
En ciclisme es va especialitzar en la Velocitat en pista. Va obtenir quatre Campionats del món i vuit medalles en total. També va guanyar la medalla de bronze als Jocs Olímpics de Seül en la mateixa prova. Pertany al grup d'esportistes que han participat tant en Jocs Olímpics d'Estiu com d'Hivern.
Es va casar amb el seu entrenador i exciclista Roger Young, germà de la també ciclista i patinadora Sheila Young. Així també se la coneixia com a Connie Paraskevin-Young o Connie Young

## Palmarès en ciclisme
- 1982
  -  Campiona del món de Velocitat individual
  -  Campiona dels Estats Units en Velocitat
- 1983
  -  Campiona del món de Velocitat individual
  -  Campiona dels Estats Units en Velocitat
- 1984
  -  Campiona del món de Velocitat individual
- 1985
  -  Campiona dels Estats Units en Velocitat
- 1987
  - Medalla d'or als Jocs Panamericans en Velocitat
  -  Campiona dels Estats Units en Velocitat
- 1988
  -  Medalla de bronze als Jocs Olímpics de Seül en Velocitat individual
- 1990
  -  Campiona del món de Velocitat individual
- 1992
  -  Campiona dels Estats Units en Velocitat
- 1994
  -  Campiona dels Estats Units en Velocitat
- 1995
  -  Campiona dels Estats Units en Velocitat
- 1996
  -  Campiona dels Estats Units en Velocitat